# Cololejeunea panamensis
Cololejeunea panamensis är en bladmossart som beskrevs av G.Dauphin et Pócs. Cololejeunea panamensis ingår i släktet Cololejeunea och familjen Lejeuneaceae. Inga underarter finns listade i Catalogue of Life.